# Yokoate-jima
Yokoate-jima (jap. 横当島) – bezludna wyspa wulkaniczna w południowej części archipelagu Tokara (Tokara-rettō), stanowiącego część archipelagu Nansei (Nansei-shotō). Grupa należy administracyjnie do prefektury Kagoshima, w Japonii.

## Demografia
Wyspa Yokoate-jima jest niezamieszkała.

## Geografia
Wyspa Yokoate-jima jest najdalej na południe wysuniętą wyspą w archipelagu Tokara. Leży 2,4 km na południe od wyspy Kaminone-jima. 